# Lothar Kunz
Lothar Kunz (1. prosince 1892 Moravský Beroun – 19. února 1972 Schwalbach am Taunus) byl československý politik německé národnosti a meziválečný poslanec Národního shromáždění za Německý svaz zemědělců (Bund der Landwirte, BdL), později za Sudetoněmeckou stranu, po válce poslanec Německého spolkového sněmu.

## Biografie
Po čtyři roky navštěvoval kadetní školu. Od roku 1912 byl důstojníkem. V letech 1914–1918 bojoval v první světové válce. Uprchl ze sovětského zajetí. V letech 1919–1920 studoval na zemědělské škole v Libverdě. Roku 1921 se stal krajským ředitelem úřadu BdL a roku 1926 zemským ředitelem úřadu BdL pro Moravu a Slezsko.
Profesí byl majitelem usedlosti. Podle údajů z roku 1935 bydlel v Moravském Berouně.
Po parlamentních volbách v roce 1935 se stal poslancem Národního shromáždění. Po sloučení Německého svazu zemědělců se Sudetoněmeckou stranou přešel v březnu 1938 do jejího poslaneckého klubu. Poslanecké křeslo ztratil na podzim 1938 v souvislosti se změnami hranic Československa.
Od roku 1938 byl úředníkem Říšského zásobovacího úřadu a vedoucím krajského zemědělského spolku v Moravském Berouně. Za války se politicky angažoval v nacistickém režimu. Po válce byl v červenci 1945 internován a roku 1946 vysídlen do Německa, zpočátku do Frankfurtu. Usadil se v Hesensku a politicky byl aktivní ve vyhnaneckých organizacích, včetně politické strany Gesamtdeutscher Block/Bund der Heimatvertriebenen und Entrechteten (GB/BHE), kterou spoluzakládal a jejímž zemským předsedou pro Hesensko se stal roku 1951. V letech 1953–1957 působil jako poslanec Německého spolkového sněmu za GB/BHE.